# Jorge Álvares
Jorge Álvares (?-muerto el 8 de julio de 1521) fue un explorador portugués, recordado por haber sido el primer portugués que consiguió llegar a China y Hong Kong.

## Exploración
En mayo de 1513 Álvares navegó con el capitán de la Malaca Portuguesa Rui de Brito Patalim bajo la Malaca portuguesa en una junco de Pegu. La expedición iba acompañada por otros cinco juncos. Álvares mismo estaba acompañado por otros dos marineros portugueses.
Álvares estableció el primer contacto en suelo asiático en una isla de Guangdong, en el sur de China, en mayo de 1513. Luego de desembarcar, levantó un padrão del rey de Portugal, donde habían desembarcado en la isla Lintin, en el estuario del río de la Perla. Basado en la información de su capitán, tenían la esperanza de poder comerciar. Poco después de esto, Afonso de Albuquerque, el virrey del Estado de la India envió a Rafael Perestrello —un primo de Cristóbal Colón— para buscar relaciones comerciales con los chinos. En un barco que partió de Malaca, Rafael desembarcó en las costas del sur de Guangdong más tarde, ese mismo año 1513, siendo el primero en desembarcar en realidad en la costa de la China continental.
Álvares se unió más adelante a la empresa de establecer asentamientos en Tuen Mun (Tamão), Hong Kong, alrededor de 1513 a 1514. Esta visita fue seguida por el establecimiento de una serie de centros comerciales portugueses en la zona, que se consolidaron con el tiempo en Macao. En 1517 los colonos portugueses se vieron envueltos en una batalla con las tropas del ejército imperial chino en la región, y es posible que Álvarez participase en ese combate. También tomaría parte involuntaria en la primera batalla de Tamão en 1521.

## Desenbarco
la tripulación del barco después de haber zarpado en una misión hacia china a pedido del comandante Portugués de Malaca Jorge de Albuquerque en el año 1513, con un barco cargado con pimienta de Sumatra, a cargo de su subordinado ,Jorge Álvarez como encargado de aquella misión fue el artífice del desembarco después de haber viajado por el estrecho de Malaca ,para finalmente acabar su viaje en el estuario del río de las perlas en la isla Isla de Lintin

## Trivia
La «Fundação Jorge Álvares», fundada por Vasco Joaquim Rocha Vieira, gobernador antes de la entrega de Macao, lleva  su nombre en su reconocimiento por haber estado también allí.